# Nephelomyias
Nephelomyias (Tirannen) is een geslacht van zangvogels uit de familie tirannen (Tyrannidae).

## Soorten
Het geslacht kent de volgende soorten:
- Nephelomyias lintoni – Oranjebandtiran
- Nephelomyias ochraceiventris – Goudkeeltiran
- Nephelomyias pulcher – Goudborsttiran